# Persone di nome Alan/Calciatori
| Questa pagina contiene informazioni ricavate automaticamente dalle voci biografiche con l'ausilio del template Bio e di un bot. L'aggiornamento è periodico e automatico e ricostruisce completamente la pagina. Se manca una persona in questa lista, sei pregato di non aggiungerla, ma accertati piuttosto che la sua voce biografica contenga il template Bio e che i dati anagrafici siano correttamente compilati. Se il template Bio manca, inseriscilo tu stesso o, in alternativa, metti l'avviso {{tmp\|Bio}} che ne segnala la mancanza. Se i dati riportati sono sbagliati, correggi direttamente la voce biografica; le modifiche saranno visibili in questa lista entro pochi giorni. Per chiarimenti vedi il progetto antroponimi. La lista contiene solo le 139 persone che sono citate nell'enciclopedia e per le quali è stato implementato correttamente il template Bio. Pagina aggiornata al 6 ago 2025. |

Questa è una lista di persone presenti nell'enciclopedia che hanno il nome Alan e sono calciatori.

## A(7)
- Alan A'Court, calciatore e allenatore di calcio inglese (Rainhill, n. 1934 - Nantwich, † 2009)
- Alan Acevedo, calciatore uruguaiano (Montevideo, n. 2002)
- Alan Acosta, calciatore messicano (Ecatepec de Morelos, n. 1996)
- Alan Aguerre, calciatore argentino (Buenos Aires, n. 1990)
- Alan Aguirre, calciatore argentino (Buenos Aires, n. 1993)
- Alan Ainscow, ex calciatore inglese (Bolton, n. 1953)
- Alan Alegre, calciatore argentino (Quilmes, n. 1991)

## B(11)
- James Alan Ball, calciatore e allenatore di calcio inglese (Farnworth, n. 1946 - Warsash, † 2007)
- Alan Barrionuevo, calciatore argentino (San Justo, n. 1997)
- Alan Baró, calciatore spagnolo (Darnius, n. 1985)
- Alan John Bennett, ex calciatore irlandese (Cork, n. 1981)
- Alan Benítez, calciatore paraguaiano (Asunción, n. 1994)
- Alan Blayney, ex calciatore nordirlandese (Belfast, n. 1981)
- Alan Bloor, ex calciatore inglese (Stoke-on-Trent, n. 1943)
- Alan Bonansea, calciatore argentino (Villa Gobernador Gálvez, n. 1996)
- Alan Douglas Borges de Carvalho, calciatore brasiliano (Barbosa, n. 1989)
- Alan Brazil, ex calciatore scozzese (Glasgow, n. 1959)
- Alan Browne, calciatore irlandese (Cork, n. 1995)

## C(7)
- Alan Cantero, calciatore argentino (San Juan, n. 1998)
- Alan Cervantes, calciatore messicano (Guadalajara, n. 1998)
- Alan Collier, ex calciatore inglese (Markyate, n. 1938)
- Alan Osório da Costa Silva, ex calciatore brasiliano (Salvador, n. 1979)
- Alan Costa, calciatore brasiliano (Araraquara, n. 1990)
- Alan Cousin, calciatore scozzese (Alloa, n. 1938 - † 2016)
- Alan Czerwiński, calciatore polacco (Olkusz, n. 1993)

## D(9)
- Alan Davies, calciatore gallese (Londra, n. 1961 - penisola di Gower, † 1992)
- Alan Deakin, calciatore inglese (Balsall Heath, n. 1941 - † 2018)
- Alan Di Pippa, calciatore argentino (Monte Grande, n. 2000)
- Alan Dugdale, ex calciatore inglese (Kirkby, n. 1952)
- Alan Dunne, ex calciatore irlandese (Dublino, n. 1982)
- Alan Dzagoev, ex calciatore russo (Beslan, n. 1990)
- Alan Mineiro, calciatore brasiliano (Três Corações, n. 1987)
- Alan da Silva Souza, ex calciatore brasiliano (Andirá, n. 1987)
- Alan Souza, calciatore brasiliano (San Paolo, n. 2000)

## F(5)
- Alan Foggon, ex calciatore inglese (Chester-le-Street, n. 1950)
- Alan Forrest, calciatore scozzese (Prestwick, n. 1996)
- Alan Franco Palma, calciatore ecuadoriano (Jujan, n. 1998)
- Alan Franco, calciatore argentino (Avellaneda, n. 1996)
- Alan Henrique, calciatore brasiliano (Belo Horizonte, n. 1991)

## G(8)
- Alan García, calciatore uruguaiano (Montevideo, n. 1999)
- Alan Garner, calciatore inglese (Lambeth, n. 1951 - † 2020)
- Alan Gatagov, ex calciatore russo (Vladikavkaz, n. 1991)
- Alan Gilzean, calciatore scozzese (Coupar Angus, n. 1938 - Londra, † 2018)
- Alanzinho, ex calciatore brasiliano (Rio de Janeiro, n. 1983)
- Alan Gordon, ex calciatore statunitense (Long Beach, n. 1981)
- Alan Gow, ex calciatore scozzese (Clydebank, n. 1982)
- Alan Gowling, ex calciatore inglese (Stockport, n. 1949)

## H(7)
- Alan Hamlyn, ex calciatore inglese (Londra, n. 1947)
- Alan Hansen, ex calciatore e giornalista scozzese (Alloa, n. 1955)
- Alan Hernández, ex calciatore panamense (David, n. 1992)
- Alan Hinton, ex calciatore e allenatore di calcio inglese (Wednesbury, n. 1942)
- Alan Hodgkinson, calciatore inglese (Maltby, n. 1936 - † 2015)
- Alan Hudson, ex calciatore inglese (Londra, n. 1951)
- Alan Hutton, ex calciatore scozzese (Glasgow, n. 1984)

## J(2)
- Alan Jackson, ex calciatore inglese (Swadlincote, n. 1938)
- Alan Judge, calciatore irlandese (Dublino, n. 1988)

## K(7)
- Alan Kardec, calciatore brasiliano (Barra Mansa, n. 1989)
- Alan Kasaev, ex calciatore russo (Vladikavkaz, n. 1986)
- Alan Keane, ex calciatore irlandese (Abbeyknockmoy, n. 1984)
- Alan James Alexander Kelly, calciatore e allenatore di calcio irlandese (Bray, n. 1936 - Maryland, † 2009)
- Alan Kennedy, ex calciatore britannico (Sunderland, n. 1954)
- Alan Kováč, calciatore slovacco (Bratislava, n. 1993)
- Alan Kusov, ex calciatore russo (Ordžonikidze, n. 1981)

## L(3)
- Alan Cariús, calciatore brasiliano (Petrópolis, n. 1997)
- Alan Desmond Lee, ex calciatore irlandese (Galway, n. 1978)
- Alan Lescano, calciatore argentino (San Carlos de Bolívar, n. 2001)

## M(20)
- Alan Mahon, ex calciatore irlandese (Dublino, n. 1978)
- Alan Mannus, ex calciatore canadese (Toronto, n. 1982)
- Alan Marinelli, calciatore argentino (Rosario, n. 1999)
- Alan Marley, ex calciatore neozelandese
- Alan Matturro, calciatore uruguaiano (Montevideo, n. 2004)
- Alan Mayer, ex calciatore statunitense (Islip, n. 1952)
- Alan McDonald, calciatore e allenatore di calcio nordirlandese (Belfast, n. 1963 - Lisburn, † 2012)
- Alan McInally, ex calciatore scozzese (Ayrshire, n. 1963)
- Alan McLaren, ex calciatore britannico (Edimburgo, n. 1971)
- Alan McLoughlin, calciatore e allenatore di calcio irlandese (Manchester, n. 1967 - Dublino, † 2021)
- Alan Medina, calciatore messicano (Culiacán, n. 1997)
- Alan Medina Silva, calciatore uruguaiano (n. 1998)
- Alan Mendoza, calciatore messicano (Tocumbo, n. 1993)
- Alan Merrick, ex calciatore inglese (Birmingham, n. 1950)
- Alan Minda, calciatore ecuadoriano (Esmeraldas, n. 2003)
- Mariano Miño, calciatore argentino (Mercedes, n. 1994)
- Alan Morgan, ex calciatore gallese (Aberystwyth, n. 1973)
- Alan Morton, calciatore scozzese (Glasgow, n. 1893 - Airdrie, † 1971)
- Alan Mozo, calciatore messicano (Nicolás Romero, n. 1997)
- Alan Mullery, ex calciatore e allenatore di calcio inglese (Notting Hill, n. 1941)

## N(1)
- Alan Núñez, calciatore paraguaiano (Luque, n. 2004)

## O(3)
- Alan O'Brien, ex calciatore irlandese (Dublino, n. 1985)
- Alan Oakes, ex calciatore e allenatore di calcio britannico (Winsford, n. 1942)
- Alan Ogden, calciatore inglese (Thrybergh, n. 1954)

## P(6)
- Alan Bahia, ex calciatore brasiliano (Itabuna, n. 1983)
- Alan Patrick, calciatore brasiliano (Catanduva, n. 1991)
- Alan Empereur, calciatore brasiliano (Ipatinga, n. 1994)
- Alan Peacock, calciatore inglese (Middlesbrough, n. 1937 - † 2025)
- Alan Power, calciatore irlandese (Dublino, n. 1988)
- Alan Pulido, calciatore messicano (Ciudad Victoria, n. 1991)

## R(7)
- Alan Robledo, calciatore argentino (José León Suárez, n. 1998)
- Alan Rough, ex calciatore britannico (Glasgow, n. 1951)
- Alan Rodríguez, calciatore paraguaiano (n. 2000)
- Alan Rodríguez, calciatore uruguaiano (Canelones, n. 2000)
- Alan Omar Rodríguez Ortiz, calciatore messicano (Chapala, n. 1996)
- Alan Ruiz, calciatore argentino (La Plata, n. 1993)
- Alan Ruschel, calciatore brasiliano (Nova Hartz, n. 1989)

## S(17)
- Alan Saldivia, calciatore uruguaiano (Rivera, n. 2002)
- Alan Santos, calciatore brasiliano (Salvador, n. 1991)
- Alan Schons, calciatore brasiliano (Bom Princípio, n. 1993)
- Alan Sealey, calciatore inglese (Londra, n. 1942 - Romford, † 1996)
- Alan Shearer, ex calciatore inglese (Newcastle upon Tyne, n. 1970)
- Alan Shoulder, calciatore e allenatore di calcio inglese (Bishop Auckland, n. 1953 - Bishop Auckland, † 2025)
- Alan Skirton, calciatore inglese (Bath, n. 1939 - † 2019)
- Alan Smith, ex calciatore inglese (Bromsgrove, n. 1962)
- Alan Smith, calciatore inglese (Newcastle upon Tyne, n. 1921 - East Sussex, † 2019)
- Alan Sosa, calciatore argentino (La Plata, n. 2003)
- Alan Soñora, calciatore statunitense (New York, n. 1998)
- Alan Spavin, calciatore inglese (Lancaster, n. 1942 - † 2016)
- Alan Spence, ex calciatore inglese (Seaham, n. 1940)
- Alan Stephens, ex calciatore inglese (Liverpool, n. 1952)
- Alan Suddick, calciatore inglese (Chester-le-Street, n. 1944 - Manchester, † 2009)
- Alan Sunderland, ex calciatore inglese (Conisbrough, n. 1953)
- Alan Sánchez, ex calciatore argentino (Buenos Aires, n. 1985)

## T(5)
- Alan Thompson, ex calciatore inglese (Newcastle upon Tyne, n. 1973)
- Alan Toccaceli, ex calciatore sammarinese (n. 1983)
- Alan Torres, calciatore messicano (Guadalajara, n. 2000)
- Al Trost, ex calciatore statunitense (Saint Louis, n. 1949)
- Alan Tyrer, calciatore inglese (Liverpool, n. 1942 - Middlesbrough, † 2008)

## U(1)
- Alan Uryga, calciatore polacco (Cracovia, n. 1994)

## V(4)
- Alan Varela, calciatore argentino (Isidro Casanova, n. 2001)
- Alan Velasco, calciatore argentino (Quilmes, n. 2002)
- Alan Vest, ex calciatore neozelandese (n. 1939)
- Alan Virginius, calciatore francese (Soisy-sous-Montmorency, n. 2003)

## W(7)
- Alan Waddle, ex calciatore inglese (Wallsend, n. 1954)
- Alan Waldron, ex calciatore inglese (Royton, n. 1951)
- Alan Warboys, ex calciatore inglese (Goldthorpe, n. 1949)
- Alan West, ex calciatore inglese (Hyde, n. 1951)
- Alan Willey, ex calciatore inglese (Houghton-le-Spring, n. 1956)
- Alan Withers, calciatore inglese (Bulwell, n. 1930 - Nottingham, † 2017)
- Alan Wooler, calciatore inglese (Poole, n. 1953 - † 2022)

## Z(1)
- Alan Zammit, ex calciatore maltese (n. 1960)

## Č(1)
- Alan Čočiev, calciatore russo (Vladikavkaz, n. 1991)